# The Bags
The Bags est un groupe américain de punk rock, originaire de Los Angeles, en Californie. Il a été actif entre 1977 et 1981. Fondé par Alicia Armendariz et Patricia Morrison, il fait partie des groupes pionniers de la scène punk de Los Angeles. Les Bags ont fait leur premier concert le 10 septembre 1977 au Masque, lieu notoire des débuts du mouvement punk à Los Angeles.

## Biographie
The Bags est formé par Alicia Armendariz et Patricia Morrison, qui se sont rencontrées pendant une audition au Venus and the Razorblades. Armandariz et Morrison décident de former leur groupe, et deviennent désormais les Bags. Le nom du groupe s'inspire de leurs noms de scène, Alice Bag et Pat Bag, qu'elles utilisaient en début de performances comme gimmick. Alice Bag était la chanteuse et Pat Bag la bassiste. Le groupe sera rejoint par les guitaristes Craig Lee et Rob Ritter, et Terry Graham à la batterie.
The Bags jouent leur premier concert au Masque le 10 septembre 1977. Leurs concerts comprenaient des altercations avec des célébrités, comme une entre le chanteur Tom Waits et le batteur Nicky Beat au Troubadour de Lons Angeles.
En 1978, ils publient leur premier single, Survive, suivi de Babylonian Gorgon, publiés au label indépendant Dangerhouse Records. We Don't Need the English est incluse dans la compilation punk Yes L.A. publiée par le même label. Par la suite, Pat Bag quitte le groupe. En 1980, le groupe, désormais sans Pat Bag, est filmé par Penelope Spheeris pour le documentaire The Decline of Western Civilization, qui fait aussi participer les Germs, Black Flag, Catholic Discipline, X et d'autres groupes punk importants. Cependant, à la sortie du film en 1981 les producteurs créditent le groupe sous le nom d'Alice Bag Band pour éviter tout conflit avec l'ex-membre Pat. Mais le groupe cessera ses activités depuis. Craig Lee jouera avec Catholic Discipline, et dans Phranc.

## Discographie
- 1978 : Survive / Babylonian Gorgon (single 7")
- 2007 : All Bagged Up... The Collected Works 1977-1980
- 1979 : We Don't Need the English (sur la compilation Yes L.A.)
- 1980 : Gluttony (sur la compilation The Decline of Western Civilization)
- 1983 : We Will Bury You (sur la compilation Life is Beautiful, So Why Not Eat Health Foods)